# Coppa Italia 2017-2018 (pallanuoto maschile)
La Coppa Italia 2017-2018 di pallanuoto maschile è stata la 27ª edizione del trofeo assegnato annualmente dalla FIN.

## Prima fase
La prima fase prevede due gironi da disputarsi in sede unica tra il 23 e il 25 settembre, a cui partecipano le squadre classificate dal 5º al 12º posto del campionato 2016-17 e le due neopromosse dalla Serie A2. Le prime due classificate di ogni girone si qualificano alla fase successiva.

### Gironi
| Gruppo A                               |
| sede: Firenze Piscina Goffredo Nannini |
| Trieste                                |
| Bogliasco                              |
| Savona                                 |
| Florentia                              |
| Torino '81                             |

| Gruppo B                                 |
| sede: Catania Piscina Francesco Scudieri |
| Acquachiara                              |
| Ortigia                                  |
| Posillipo                                |
| Catania                                  |
| Lazio                                    |

### Gruppo A
|    | Classifica | Pt | G | V | N | P | GF | GS | DR  |
| -- | ---------- | -- | - | - | - | - | -- | -- | --- |
| 1. | Florentia  | 10 | 4 | 3 | 1 | 0 | 30 | 24 | +6  |
| 2. | Savona     | 9  | 4 | 3 | 0 | 1 | 28 | 22 | +6  |
| 3. | Bogliasco  | 6  | 4 | 2 | 0 | 2 | 35 | 28 | +7  |
| 4. | Torino '81 | 4  | 4 | 1 | 1 | 2 | 25 | 32 | -7  |
| 5. | Trieste    | 0  | 4 | 0 | 0 | 4 | 20 | 32 | -12 |

| Calendario e risultati |         |                       |        |
|                        |         |                       |        |
| 29-09-17               | h 19:00 | Savona - Trieste      | 6 - 5  |
| 29-09-17               | h 20:30 | Florentia - Torino    | 8 - 8  |
| 30-09-17               | h 10:30 | Trieste - Bogliasco   | 2 - 9  |
| 30-09-17               | h 12:00 | Savona - Florentia    | 4 - 5  |
| 30-09-17               | h 17:30 | Torino - Bogliasco    | 5 - 10 |
| 30-09-17               | h 19:00 | Florentia - Trieste   | 8 - 5  |
| 01-10-17               | h 09:30 | Bogliasco - Savona    | 9 - 12 |
| 25-10-17               | h 11:00 | Trieste - Torino      | 8 - 9  |
| 25-09-17               | h 15:30 | Torino '81 - Savona   | 3 - 6  |
| 25-09-17               | h 17:00 | Bogliasco - Florentia | 7 - 9  |

### Gruppo B
|    | Classifica  | Pt | G | V | N | P | GF | GS | DR  |
| -- | ----------- | -- | - | - | - | - | -- | -- | --- |
| 1. | Ortigia     | 12 | 4 | 4 | 0 | 0 | 44 | 28 | +16 |
| 2. | Posillipo   | 6  | 4 | 2 | 0 | 2 | 44 | 33 | +11 |
| 3. | Catania     | 6  | 4 | 2 | 0 | 2 | 46 | 34 | +12 |
| 4. | Lazio       | 6  | 4 | 2 | 0 | 2 | 44 | 42 | +2  |
| 5. | Acquachiara | 0  | 4 | 0 | 0 | 4 | 24 | 65 | -41 |

| Calendario e risultati |         |                         |         |
|                        |         |                         |         |
| 29-09-17               | h 18:00 | Acquachiara - Posillipo | 6 - 15  |
| 29-09-17               | h 20:00 | Lazio - Catania         | 11 - 10 |
| 30-09-17               | h 10:00 | Catania - Acquachiara   | 17 - 5  |
| 30-09-17               | h 12:00 | Ortigia - Lazio         | 12 - 9  |
| 30-09-17               | h 17:00 | Acquachiara - Ortigia   | 6 - 16  |
| 30-09-17               | h 19:00 | Posillipo - Catania     | 10 - 12 |
| 01-10-17               | h 12:00 | Lazio - Acquachiara     | 17 - 7  |
| 01-10-17               | h 10:00 | Posillipo - Ortigia     | 6 - 8   |
| 01-10-17               | h 16:00 | Lazio - Posillipo       | 7 - 13  |
| 01-10-17               | h 17:30 | Catania - Ortigia       | 7 - 8   |

## Seconda fase
La seconda fase prevede due gironi da disputarsi in sede unica, a cui partecipano le quattro squadre qualificate dalla prima fase, a cui si aggiungono le prime quattro del campionato di serie A1 della stagione precedente. Le prime due classificate di ogni girone si qualificano alla Final 4.

### Gironi
| Gruppo C                                |
| sede: Bogliasco Piscina Gianni Vassallo |
| Pro Recco                               |
| Sport Management                        |
| Savona                                  |
| Ortigia                                 |

| Gruppo D                                |
| sede: Brescia Centro Natatorio Mompiano |
| AN Brescia                              |
| Canottieri Napoli                       |
| Posillipo                               |
| Florentia                               |

### Gruppo C
|    | Classifica       | Pt | G | V | N | P | GF | GS | DR  |
| -- | ---------------- | -- | - | - | - | - | -- | -- | --- |
| 1. | Pro Recco        | 9  | 3 | 3 | 0 | 0 | 32 | 22 | +10 |
| 2. | Sport Management | 4  | 3 | 1 | 1 | 1 | 22 | 21 | +1  |
| 3. | Ortigia          | 3  | 3 | 1 | 0 | 2 | 23 | 29 | -6  |
| 4. | Savona           | 1  | 3 | 0 | 0 | 3 | 13 | 18 | -5  |

| Calendario e risultati |         |                              |        |
|                        |         |                              |        |
| 07-10-17               | h 17:00 | Pro Recco - Savona           | 9 - 6  |
| 07-10-17               | h 19:00 | Sport Management - Ortigia   | 12 - 8 |
| 08-10-17               | h 09:00 | Savona - Sport Management    | 3 - 3  |
| 08-10-17               | h 11:00 | Pro Recco - Ortigia          | 13 - 9 |
| 08-10-17               | h 15:00 | Savona - Ortigia             | 4 - 6  |
| 08-10-17               | h 18:00 | Pro Recco - Sport Management | 10 - 7 |

### Gruppo D
|    | Classifica        | Pt | G | V | N | P | GF | GS | DR  |
| -- | ----------------- | -- | - | - | - | - | -- | -- | --- |
| 1. | AN Brescia        | 9  | 3 | 3 | 0 | 0 | 42 | 18 | +24 |
| 2. | Canottieri Napoli | 6  | 3 | 2 | 0 | 1 | 27 | 32 | -5  |
| 3. | Florentia         | 3  | 3 | 1 | 0 | 2 | 27 | 32 | -5  |
| 4. | Posillipo         | 0  | 3 | 0 | 0 | 3 | 20 | 34 | -14 |

| Calendario e risultati |         |                       |         |
|                        |         |                       |         |
| 06-10-17               | h 18:30 | Florentia - Napoli    | 11 - 12 |
| 06-10-17               | h 20:00 | Brescia - Posillipo   | 14 - 7  |
| 07-10-17               | h 10:30 | Florentia - Posillipo | 11 - 5  |
| 07-10-17               | h 11:30 | Napoli - Brescia      | 6 - 13  |
| 07-10-17               | h 16:00 | Posillipo - Napoli    | 8 - 9   |
| 07-10-17               | h 17:30 | Florentia - Brescia   | 5 - 15  |

## Final Four

### Semifinali
| Bari 3 marzo 2018, ore 17:30 | Pro Recco         | 20 – 3 (7-0; 5-2; 5-0; 3-1) | Canottieri Napoli | Piscina A. Albanese (1000 spett.)\| Arbitri: \| Severo Carmignani \| |
| Arbitri:                     | Severo Carmignani |                             |                   |                                                                      |

| Bari 3 marzo 2018, ore 19:00 | AN Brescia       | 10 – 8 (2-2; 4-2; 0-1; 4-3) | Sport Management | Piscina A. Albanese (1100 spett.)\| Arbitri: \| Gomez Collantoni \| |
| Arbitri:                     | Gomez Collantoni |                             |                  |                                                                     |

### Finale 3º posto
| Bari 4 marzo 2018, ore 14:00 | Canottieri Napoli | 7 – 15 (2-3; 0-6; 4-0; 1-6) | Sport Management | Piscina A. Albanese (1000 spett.)\| Arbitri: \| D. Bianco Lo Dico \| |
| Arbitri:                     | D. Bianco Lo Dico |                             |                  |                                                                      |

### Finale
| Bari 4 marzo 2018, ore 16:00 | Pro Recco    | 7 – 5 (2-1; 3-2; 2-0; 0-2) | AN Brescia | Piscina A. Albanese (1200 spett.)\| Arbitri: \| Severo Gomez \| |
| Arbitri:                     | Severo Gomez |                            |            |                                                                 |